# محطة الحجاز
محطة الحجاز في دمشق عاصمة سوريا هي محطة انطلاق الخط الحديدي الحجازي التاريخي الذي كان يصل بين بلاد الشام والمدينة المنورة انطلاقا من دمشق والذي توقف العمل به منذ عام 1917 م، ويعتبر أحد معالم مدينة دمشق التاريخية.

## تاريخ محطة الحجاز
ولدت الفكرة لأول مرة عام 1864م وللأهمية الكبيرة لمدينة دمشق وكمنطلق لحملات الحج فكانت تتوافد إلى دمشق من دول آسيا الوسطى عشرات الوفود استعدادا لمحمل الحج الدمشقي الذي ينطلق من دمشق إلى المدينة ومكة في الجزيرة العربية وكانت فكرة إنشاء الخط الحديدى بدلا من طريق القوافل القديم التي كانت رحلة الحج تستغرق 40 يوماً للوصول للأراضي المقدسة وتأخر تنفيذ المشروع حتى نهاية القرن 18 في عهد والي دمشق حسين ناظم باشا ورجل الدولة الدمشقي أحمد عزة باشا العابد أمين سر السلطنة أيامها وتم إنجاز الخط الحديدي وكان إنجازاً كبيرا، وقد تكلف المشروع خمسة آلاف ليرة ذهبية عثمانية وكان ينقل وفود الحجيج من دمشق وكذلك التجار ونقل المسافرين والبضائع إلى الجزيرة العربية، وتم العناية بشكل واضح بمبنى المحطة وهو من المباني الأثرية المميزة في وسط مدينة دمشق.

## قطار المصايف الشهير
للمحطة تاريخ عريق في الذاكرة الدمشقية في القرن العشرين حيث تنطلق منها القطارات في اتجاهات مختلفة منها قطار المصايف الشهير الذي يصل إلى المصايف الدمشقية العريقة وأعالي الجبال المحيطة بدمشق وإلى سرغايا ويمر القطار في مناطق جميلة جدا في ريف دمشق من الربوة إلى دُمَّر والهامة وعين الخضرة وعين الفيجة ومضايا وبقين ومصايف وادي بردى وإطلالة سهل الزبداني وصولا إلى مصيف الزبداني الشهير، ولقطار المصايف حيز كبير في الذاكرة الدمشقية حيث السيران والرحلات السياحية الشعبية بكل جمالياتها وتقاليدها السورية والدمشقية العريقة.